# Metriocnemus tristellus
Metriocnemus tristellus är en tvåvingeart som beskrevs av Edwards 1929. Metriocnemus tristellus ingår i släktet Metriocnemus och familjen fjädermyggor.
Artens utbredningsområde är Grönland. Arten har ej påträffats i Sverige. Inga underarter finns listade i Catalogue of Life.